# Абински рејон
Абински рејон (рус. Абинский район) административно-територијална је јединица другог нивоа и општински рејон смештен у југозападном делу Краснодарске покрајине, односно на југу европског дела Руске Федерације.
Административни центар рејона и његово највеће и најважније насеље је град Абинск.
Према подацима националне статистичке службе Русије за 2017. на територији рејона живело је 96.854 становника или у просеку 59,64 ст/km². Површина рејонске територије је 1.624 km².

## Географија
Абински рејон се налази на југозападу Краснодарске покрајине, обухвата територију површине 1.624,10 km², и по том параметру двадесети је по величини рејон у Покрајини. Граничи се са Красноармејским рејоном на северу, на северозападу је Славјански, на западу Кримски и на истоку Северски рејон, док је на југу Геленџички градски округ.
У рељефу рејона јасно се издвајају два подручја. Ниска и замочварена подручја Закубањске наплавне равнице која се пружају дуж леве обале реке Кубањ на северу рејона постепено се претварају, идући ка југу, у брдско и бежуљкасто подручје које представља северну подгорину Великог Кавказа. Просечна надморска висина рејонске територије је око 48 метара. На територији рејона се налазе бројни, углавном мањи водотоци који теку у смеру севера и налазе се у басену Кубања. Највећи међу њима су реке Абин (81 км) са Адегојем (20 км), Хабљ (54 км) и Куафо (19 км). На северозападу рејон излази на југоисточну обалу Варнавинског језера.

## Историја
Абински рејон је званично успостављен 2. јуна 1924. као нижестепена административна једниница тадашњег Кубањског округа Југоисточне области, и првобитно га је чинило 8 сеоских општина. Пар месеци касније постаје делом новоосноване Севернокавкаске покрајине.
Привремено је био расформиран од марта 1932. до децембра 1934. када је поново успостављен, али тада као јединица Азовско-црноморске покрајине. У том периоду његова територија се налазила у саставу суседног Кримског рејона. У саставу Краснодарске покрајине је од септембра 1937. године.

## Демографија и административна подела
Према подацима са пописа становништва из 2010. на територији рејона живело је укупно 91.909 становника, док је према процени из 2017. ту живело 96.854 становника, или у просеку око 59,64 ст/km². По броју становника налази се на 19. месту са укупним уделом у покрајинској популацији од 1,73%.
| 1959.  | 1970.  | 1979.  | 1989.  | 2002.  | 2010.  | 2017.   |
| ------ | ------ | ------ | ------ | ------ | ------ | ------- |
| 66.498 | 76.422 | 79.906 | 82.426 | 89.794 | 91.909 | 96.854* |

Напомена:* Према процени националне статистичке службе. 
На територији рејона налази се укупно 36 насељених места административно подељених на 8 другостепених општина (две урбане и 6 руралних). Административни центар рејона и његово највеће насеље је град Абинск са око 38.000 становника. Статус градског насеља има и варошица Ахтирски у којој живи око 21.000 становника. Највећа сеоска насеља су станице Холмскаја (18.000) и Мингрељскаја (5.500 становника).
Етничку већину у рејону чине Руси са око 90,0%, а највеће мањинске заједнице су Јермени са 3,0% и Украјинци са 1,7%.

## Саобраћај
Преко територије Кримског рејона пролази деоница А-146 Краснодар—Новоросијск.